# Mad Max: fúria a la carretera
Mad Max: fúria a la carretera (títol original Mad Max: Fury Road) és una pel·lícula australiana dirigida, produïda i coescrita per George Miller i protagonitzada per Tom Hardy al costat de Charlize Theron. Estrenada el 14 de maig de 2015, la pel·lícula, ambientada en un futur postapocalíptic, és la quarta en la saga de Mad Max. El director volia llançar un anime amb el títol Mad Max: Furiosa que expliqués la història d'aquest personatge previ al llançament de la cinta, però per diversos motius no va ser aprovat el projecte. Aquesta pel·lícula ha estat doblada i subtitulada al català.

## Argument
Ambientada en un futur després d'una guerra nuclear, el món és un erm desèrtic i la civilització s'ha esfondrat. Max, un solitari supervivent, és capturat pels War Boys, l'exèrcit del tirànic Immortal Joe, cabdill i líder del culte. Identificat: un donant de sang universal, Max és empresonat i utilitzat: una "borsa de sang" per Nux, un War Boy malalt. Mentrestant, Imperator Furiosa és enviada en un "War Rig" (un camió de guerra fortament blindat) per transportar gasolina. A mig camí, Furiosa es desvia de la ruta, alertant a Joe que les seves cinc esposes - dones especialment seleccionades per a la cria - han marxat amb ella. Joe porta tot el seu exèrcit de War Boys a la caça de Furiosa, invocant l'ajuda de la Ciutat de la Gasolina, els proveïdors de gasolina, i de la "Granja de Bales", els proveïdors d'armes. Nux s'uneix a l'exèrcit amb Max lligat al capó del seu cotxe, per poder continuar subministrant-li sang sana al jove guerrer.
Esclata una batalla entre el War Rig i les forces de Joe. Furiosa porta una gegantesca tempesta elèctrica de sorra per escapar dels seus perseguidors, excepte Nux, que tracta de sacrificar-se a si mateix explotant el seu vehicle per destruir el camió de guerra. Max es deixa anar i deté a Nux, però el cotxe és destruït pel camió de guerra, deixant a Nux inconscient.
Max es desperta després de la tempesta i tracta de deixar-se anar de la cadena que el connecta a Nux. Sense èxit, Max agafa a Nux i lluny veu a Furiosa reparant el camió de guerra, acompanyada de les esposes: Splendid Angharad, Capable, Toast i The Dag. Max roba el camió de guerra, però l'interruptor que va activar Furiosa desactiva el camió. Max, de mala gana, accepta que Furiosa i les esposes l'acompanyin. Nux els segueix i aconsegueix pujar d'amagat en el camió de guerra.
Furiosa condueix a través del territori d'una banda de motoristes en un estret canó, havent acordat intercanviar gasolina amb ells a canvi del pas. No obstant això, les forces de Joe els segueixen de prop, i Furiosa fuig mentre que els motoristes detonen a l'últim moment les parets del canó per bloquejar el camí de Joe.
Max i Furiosa repel·leixen als ciclistes que comencen a perseguir-los. Nux reapareix dins del camió de guerra tractant de matar a Furiosa, però el llancen del vehicle i torna cap a Joe amb un tros de la manta d'Angharad. El vehicle de Joe s'escapa del bloqueig i comença a atacar al camió. Nux és enviat de nou al camió per recuperar a les esposes mentre que Joe intenta disparar a Furiosa. Angharad, l'esposa embarassada de Joe, protegeix a Furiosa, però cau del War Rig i és atropellada pel cotxe de Joe, ferint-la mortalment i al fill que porta. Furiosa explica a Max que s'escapen al "Paratge Verd", un lloc que li recorda la seva joventut. Capable troba a Nux amagat a bord del camió de guerra, angoixat pel fracàs constant dels seus intents de morir heroicament (i així arribar al Valhalla) i perquè ell va contribuir a la mort de l'esposa favorita de Joe; ella el consola. De nit, el camió de guerra es veu atrapat en un fangar profund. Furiosa i Max col·loquen explosius en el camí per frenar a les forces de Joe, però un aliat de Joe, el Bullet Farmer, persegueix al camió de guerra. Nux ajuda a alliberar el camió de guerra mentre que Furiosa dispara amb un fusell de precisió al Bullet Farmer deixant-lo cec.
Bullet Farmer dispara cap a tot arreu tractant de donar-li a Max i companyia. Max camina en la foscor per fer front al Bullet Farmer i els seus homes, i torna més tard al camió de guerra tacat de sang amb armes i municions.
En despuntar l'alba, el camió de guerra viatja a través de pantans i deserts, trobant-se amb una dona nua a la part alta d'un pal demanant ajuda. Max la identifica: un parany, però Furiosa deixa el camió de guerra i afirma que és del seu anterior clan. Furiosa s'identifica i la dona crida al seu grup, compost únicament de dones ancianes que es desplacen en motos. Aquestes dones li diuen a Furiosa que el pantà pel qual van passar era el Green Place, que ara és inhabitable. El grup de dones va acordar muntar en les motos a través dels immensos deserts amb l'esperança de trobar un lloc on viure. Max decideix quedar-se enrere i fer el seu propi camí, però després de veure visions de la seva filla morta, els convenç per tornar a la Ciutadella: l'únic lloc on es pot viure, que compta amb abundant aigua i vegetació que Joe guarda per a si mateix.

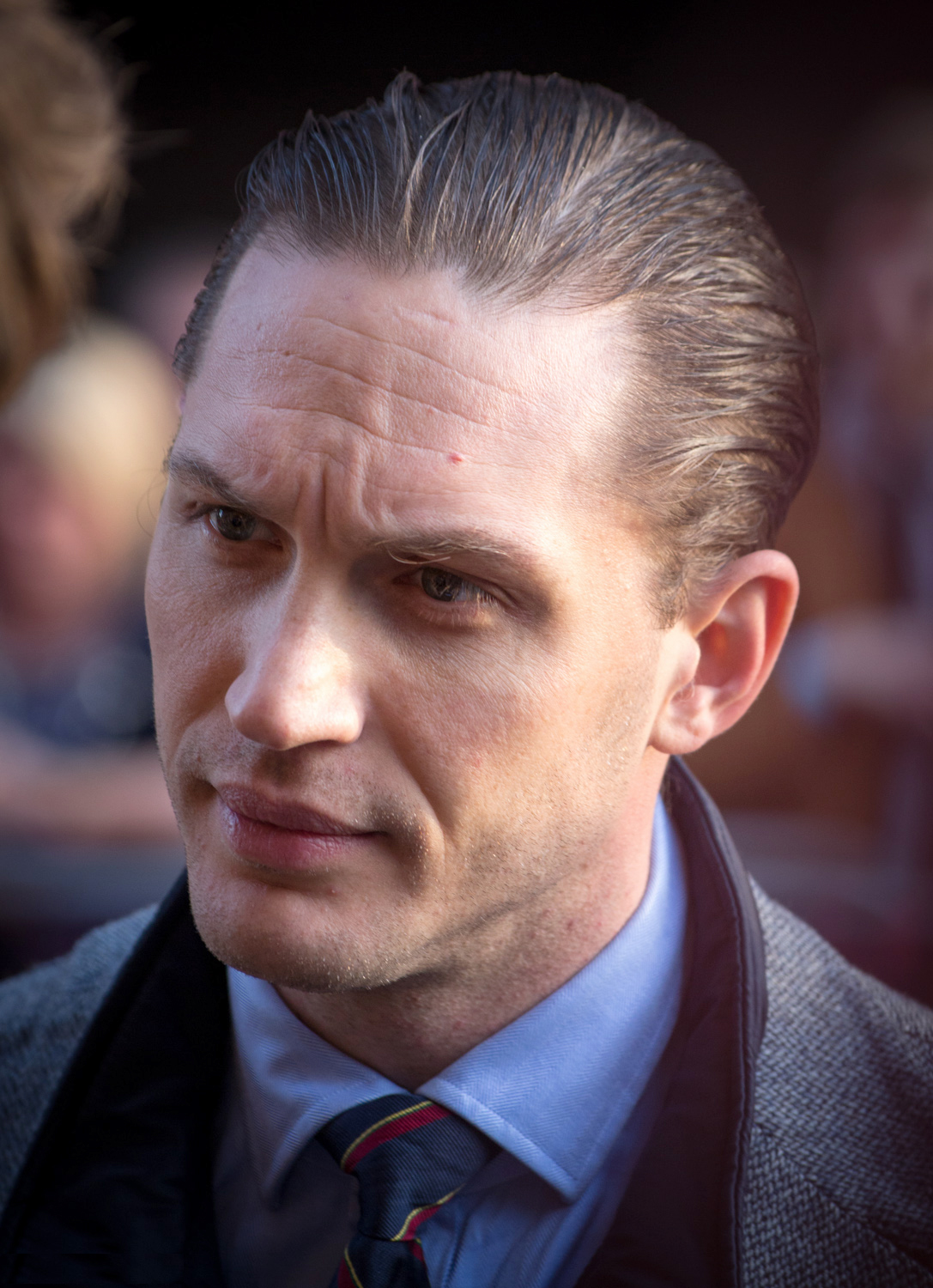
Tom Hardy

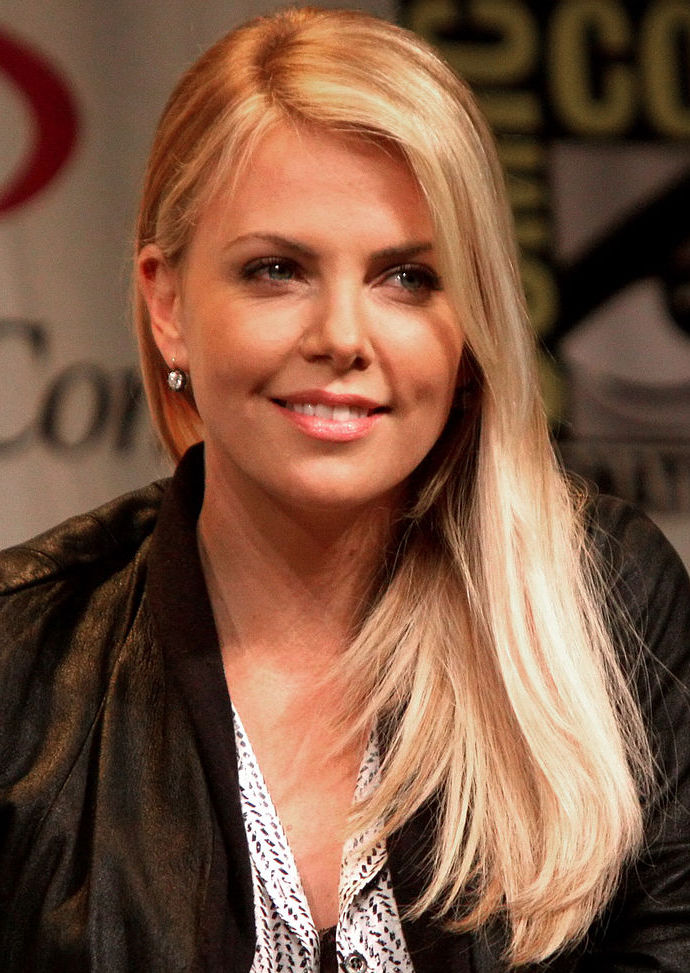
Charlize Theron

El grup comença el viatge de retorn a la Ciutadella, i es troben amb Joe. Una batalla es lliura en els canons, i Furiosa és greument ferida. Joe posiciona el seu cotxe davant del camió de guerra per reduir la seva velocitat, mentre que Max lluita amb Rictus, el fill de Joe amb problemes respiratoris però excepcional musculatura i força. Toast és capturada i posada en el cotxe de Joe. Cheedo es deixa capturar i també és portada al cotxe de Joe, però ella el distreu, cosa que permet a Furiosa enganxar la màscara de Joe amb una cadena cap a les rodes posteriors del seu cotxe, destrossant-li el rostre i matant-ho. Nux se sacrifica destruint el camió de guerra i bloquejant amb ell el canó, detenint a l'exèrcit de Joe que vènia darrere, provocant una gran explosió que ho destrueix tot, i donant-li l'oportunitat a Max, Furiosa, i les esposes d'escapar en el cotxe de Joe. Furiosa es dessagna deixant-la a la vora de la mort. Però Max decideix donar-li sang perquè pugui viure.
En arribar a la Ciutadella, els ciutadans de Joe s'exalten en veure el cadàver de Joe. Furiosa, les esposes i Max són portats en un elevador cap als dominis de Joe per regnar: a nous capdavanters en la ciutadella, però Max decideix baixar de l'elevador. Ell i Furiosa comparteixen una mirada de reconeixement abans que Max desaparegui entre la multitud.

## Repartiment
- Tom Hardy: "Mad" Max Rockatansky
- Charlize Theron: Imperator Furiosa
- Nicholas Hoult: Nux
- Hugh Keays-Byrne: Immortan Joe
- Josh Helman: Slit
- Nathan Jones: Rictus Erectus
- Zoë Kravitz: Toast The Knowing
- Rosie Huntington-Whiteley: The Splendid Angharad
- Riley Keough: Capable
- Abbey Lee Kershaw: The Dag
- Courtney Eaton: Cheedo The Fragile
- John Howard: The People Eater
- Richard Carter: The Bullet Farmer
- iOTA: The Doof Warrior
- Angus Sampson: The Organic Mechanic
- Jennifer Facin: Miss Giddy
- Megan Gale: The Valkyrie
- Melissa Jaffer: Keeper of the Seeds
- Melita Jurisic
- Joy Smithers
- Gillian Jones
- Antoinette Kellerman
- Christina Koch

Mad Max: Fury Road

## Premis i nominacions

### Premis Oscar
| Categoria                            | Nominats                                               | Resultat |
| ------------------------------------ | ------------------------------------------------------ | -------- |
| Oscar a la millor pel·lícula         | Doug Mitchell i George Miller                          |          |
| Oscar al millor director             | George Miller                                          |          |
| Oscar a la millor direcció artística | Colin Gibson                                           |          |
| Oscar al millor so                   | Chris Jenkins, Gregg Rudloff i Ben Osmo                |          |
| Oscar a la millor edició de so       | Mark Mangini i David White                             |          |
| Oscar al millor maquillatge          | Lesley Vanderwalt, Elka Wardega i Damian Martin        |          |
| Oscar al millor vestuari             | Jenny Beavan                                           |          |
| Oscar a la millor fotografia         | John Seale                                             |          |
| Oscar al millor muntatge             | Margaret Sixel                                         |          |
| Oscar als millors efectes visuals    | Andrew Jackson, Tom Wood, Dan Oliver and Andy Williams |          |

### Globus d'Or
| Categoria                                    | Nominats                      | Resultat |
| -------------------------------------------- | ----------------------------- | -------- |
| Globus d'Or a la millor pel·lícula dramàtica | Doug Mitchell i George Miller |          |
| Globus d'Or al millor director               | George Miller                 |          |

### Premis BAFTA
| Categoria                     | Nominats                                             | Resultat |
| ----------------------------- | ---------------------------------------------------- | -------- |
| Millor fotografia             | John Seale                                           |          |
| Millor edició                 |                                                      |          |
| Millor disseny de producció   | Colin Gibson                                         |          |
| Millor vestuari               | Jenny Beavan                                         |          |
| Millor maquillatge i pentinat | Lesley Vanderwalt, Elka Wardega i Damian Martin      |          |
| Millor so                     | Chris Jenkins, Gregg Rudloff i Ben Osmo              |          |
| Millors efectes visuals       | Andrew Jackson, Tom Wood, Dan Oliver i Andy Williams |          |

## Crítica
- Alguns gaudiran un munt en aquest univers violent i vertiginós. I d'altres se sentiran saturats d'un mecanisme previsible, en el qual els guionistes no han hagut d'esprémer-se gaire el cervell[5]
- Una obra mestra del cinema d'acció, enlluernador i brutal i bonica per la manera en què invalida la definició tradicional de 'blockbuster' [6]

Un aspecte de la pel·lícula que s'ha destacat de manera positiva és l'ús del CGI (les sigles d'imatge generada per ordinador en anglès). Poc després que la pel·lícula s'estrenés, es va publicar un vídeo on es podien veure diverses escenes de la pel·lícula sense ser retocades o editades en postproducció, i es va veure que molts elements que apareixien en la pel·lícula (explosions, xocs entre cotxes, persecucions...) s'havien gravat de veritat utilitzant efectes especials manuals, fent que els efectes especials generats per ordinador tinguin una funció més aviat complementària, com generar vehicles o persones que queden en segon terme, per crear més espectacularitat. Això ha estat valorat en general de manera positiva, ja que "crea una experiència més tangible i realista". A més, en aquests últims anys s'han sentit crítiques a determinades pel·lícules i produccions per utilitzar de manera abusiva, argumentant que quan el CGI no era tant sofisticat com ho és actualment, s'utilitzava com a complement dels efectes manuals, i això donava un resultat més satisfactori que utilitzar només imatges creades per ordinador.